# Medal Służby Ogólnej w Indiach (1854)
The India General Service Medal (1854 IGSM) – jeden z medali kampanii brytyjskich, ustanowionym w roku 1854.

## Zasady nadawania
Medalem nagradzano oficerów i żołnierzy armii brytyjskiej i indyjskiej.
1854 IGSM był wydawany za wiele ważnych kampanii zbrojnych w Indiach pomiędzy rokiem 1852 i 1895. Każda bitwa lub akcja reprezentowana jest przez odpowiednią klamrę na wstążce medalu.
Jeden nagrodzony mógł ich otrzymać maksymalnie siedem.
Medal nie był nigdy wydawany bez klamr.
Pierwotnie medal był bity ze srebra i nadawany żołnierzom wszystkich stopni, bez względu na rodzaj służby, jednak od roku 1885 (z klamrą Burma 1885-7) był bity z brązu dla indyjskiego personelu wspomagającego takiego jak sanitariusze, służący i kierowcy.

## Klamry medalu
Pegu
28 marca 1852 do 30 czerwca 1853: druga kampania w Birmie.
Persia
5 grudnia 1856 do 8 lutego 1857: kombinowana ekspedycja lądowo-morska.
North West Frontier
3 grudnia 1849 do 22 października 1868: 15 różnych kampanii w ciągu 19 lat.
Umbeyla
20 października do 23 grudnia 1863: ekspedycja zbrojna w Hindustanie.
Bhootan
grudzień 1864 do lutego 1866: karna czwarta kolumna.
Looshai
9 grudnia 1871 do 20 lutego 1872: ekspedycja w celu odbicia porwanego plantatora i jego córki.
Perak
2 listopada 1875 do 20 marca 1876: ekspedycja z brygadą morską do Perak.
Jowaki 1877–78
9 listopada 1877 do 19 stycznia 1878. członkowie plemienia Afridi zainteresowali się nową drogą biegnącą obok ich terytorium.
Naga 1879–80
grudzień 1879 do stycznia 1880: karna ekspedycja.
Burma 1885–7
14 listopada 1885 do 30 kwietnia 1887: aneksja Birmy.
Sikkim 1888
15 marca do 27 września 1888: trójstronna walka z Sikhami, która wciągnęła Tybetańczyków.
Hazara 1888
ekspedycja znana jako Black Mountain.
Burma 1887–89
1 maja 1887 do 31 marca 1889: stłumienie aktywności bandytów w Birmie.
Chin Lushai 1889–90
15 listopada 1889 do 30 kwietnia 1890: zasługa 2 kolumn, jedna walczyła w Chin, druga w Lushai.
Lushai 1889–92
11 stycznia 1889 do 8 czerwca 1892: mała ekspedycja na wzgórza Lushai.
Samana 1891
5 kwietnia do 25 maja 1891: operacja w Dolinie Miranzai i na wzgórzach Samana.
Hazara 1891
12 marca do 16 maja 1891: siły zbrojne Hazara w Black Mountains.
NE Frontier 1891
28 marca do 7 maja 1891: potyczka sił zbrojnych Manipur z Radżą Manipur.
Hunza 1891
1–22 grudnia 1891.
Burma 1889–92
jedenaście karnych ekspedycji w tym roku.
Chin Hills 1892–93
19 października 1892 do 10 marca 1893: karna ekspedycja na wzgórzach Chin
Kachin Hills 1892–93
3 grudnia 1892 do 3 marca 1893: karne ekspedycje na wzgórza Kachin.
Waziristan 1894–95
22 października 1894 do 13 marca 1895: ekspedycja przeciwko Wazirom.

## Opis medalu
Awers: lewy profil królowej Wiktorii w koronie z inskrypcją VICTORIA REGINA.
Rewers: przedstawia uskrzydloną stojącą Wiktorię, zakładającą wieniec na głowę klęczącego (?).